# Єврейський історичний музей (Амстердам)
Єврейський історичний музей в Амстердамі (нід. Joods Historisch Museum te Amsterdam) — музей історії євреїв у Нідерландах, розташований в Амстердамі.

## Історія
Музей засновано в 1932 році. З 1932 року і до Другої світової війни музей називався «Фундація Єврейський Музей Історії» (нід. Stichting Joods Historisch Museum) і розташовувався в середньовічній будівлі Вааге (тут відбувалося офіційне зважування товарів). Після окупації нацистською Німеччиною музей було закрито, а більшу частину його колекції розграбовано. Частину музейних експонатів вдалося повернути після війни. Після відновлення діяльності музею в 1955 році велика частина його експозиції присвячена Голокосту — геноциду європейського єврейства під час Другої світової війни. Більша частина експозиції музею присвячена історії євреїв у Нідерландах від 1600 до 1890 років.
З 3 травня 1987 року знаходиться в колишній Великий синагозі нідерландської столиці.